# 塑膠添加劑
為了使生產的塑膠符合要求的一些特性、符合經濟的需求，一定都會加入或多或少『添加劑』。塑膠添加劑有很多種，有潤滑劑、氧化防止劑、熱穩定劑、強化劑等等。部份原料必須加入添加劑才能做的出塑膠成品。
早在聚合物工業（The Polymer Industry）發展的早期，人們就已經知道把一些添加劑加到聚合物結構（Polymer Matrix）中，以得到某些產品，最初把這種過程叫掺和（Compounding。）

## 幫助加工的添加劑

### 加工安定劑
當聚合物在加工或以後使用時曝露在光、熱及氧化狀態下，它將會變質，包括物理性變壞、較脆、退色，或者透明度降低。為了抑制或減緩這些變質的劣化作用而在加工時添加進去的化學品，所以統稱為安定劑（Stabilizers）。雖然並不能永久阻止光、熱及氧化對聚合物的影響，不過他卻能將變質的程度加以阻止或減緩，而使產品可以合乎商業上的要求。
安定劑的種類繁多，大約分類為鉛鹽系安定劑、金屬皂系安定劑、錫安定劑、鈣鋅安定劑、有機錫安定劑。

### 潤滑劑、加工及流動助劑
改善塑膠的流動性，提高射膠速度、模具型腔的充填性，降低產品粘結模具，提高產品表面光滑。

1. 內潤滑性：減少螺桿作用在塑膠熔體的工，產生熱消耗的現象。
2. 外潤滑性：增加流速、幫助產品表面平滑以及幫助脫模。

### 塑膠填充劑
塑膠廣泛使用的副材料。可以減輕成形收縮、減低成本等，有時也把這些填充料特稱為基材。
材料通常為：
- 增加塑膠的強度：玻璃纖維、石棉纖維、碳纖維、硼纖維。
- 增加其耐摩耗性：二硫化銅。
- 電氣性質：雲母。
- 耐熱性：石綿。
- 增加硬度：矽石、矽酸鹽、碳酸鈣、金屬氧化物、碳黑、玻璃珠、木粉。

### 增韌劑
增韧剂（toughener），是一種化學品，加入塑膠之後能有效提高製品的抗沖強度、韌性、拉伸強度及耐曲折性，降低產品的製造成本的一種助劑。
增韌劑又分為「一般增韌劑」和「氯化物增韌劑」和「石油系增韌劑」，其中一般增韌劑使用上為多數，氯化物增韌劑和石油系增韌劑主要是了降低成本目的而添加；單獨使用地方很少。

## 表面性質的添加劑

### 抗靜電劑（防止帶電）
為防止塑膠帶電，可減少發生電荷，或使發生的電荷迅速消失，實際上很難完全防止電荷的發生，所以通常加速電荷的消失，防止帶電。有以下方法：
- 使用除電器或增加室內空氣濕度

除電器通常用電暈放電式，進行直流電或交流的電暈放電，以相反的離子中和塑膠表面電荷。
- 表面處理法，改善塑膠的表面傳導性

物體表面若有電傳導性，表面發生的靜電不累積，可以防止帶電。目前大都以浸漬、噴霧、塗佈方式，使靜電防止劑附著在表面，防止帶電，但因容易洗淨摩、擦等而剝離，失去其機能。
- 添加靜電防止劑。

把靜電防止劑添加在塑膠原料內，靜電防止劑也會因塑膠內部的靜電防止劑滲出而回復。
電荷的衰退速率是依下列對數法則：
{\displaystyle \log _{\theta }{\frac {Vt}{Vo}}=-0.434{\frac {t}{RC}}}

## 光學性質的添加劑

### 光澤度
物體表面光澤度是光波平滑的表面反射的結果，表面平滑的大顆粒由於有內反射作用，使得表面像是珠寶。
光澤度（Gloss）可定義成在某特定反射角（Wr）時的反射光強度的比值。
{\displaystyle G={\frac {[Ir]Wr}{Ii}}}
實用上，Wr 皆採用45度。
| 光譜色 | 波長（毫米） | 光譜色     | 波長（毫米） |
| ------ | ------------ | ---------- | ------------ |
| 紅     | 750－610     | 綠         | 550－510     |
| 橙     | 610－590     | 藍綠（靛） | 510－480     |
| 黃     | 590－575     | 藍         | 480－450     |
| 黃綠   | 575－555     | 紫         | 450－400     |

### 著色劑

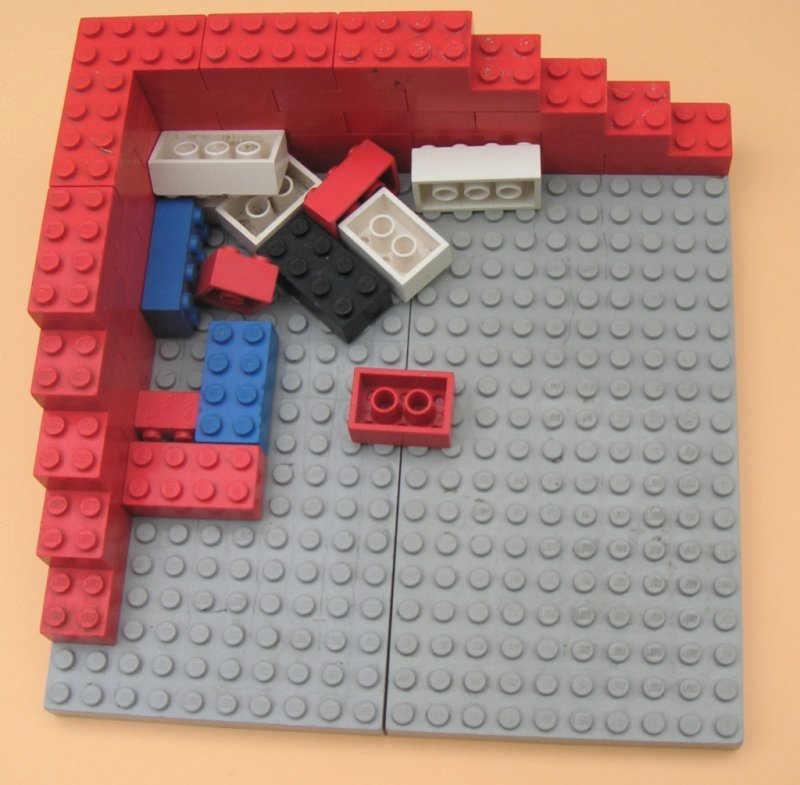
注塑成型不同顏色的樂高玩具。

著色劑又稱色料，它賦予塑膠製品各種色澤。著色劑分爲染料和顔料兩種。
基本上有四種方式：
1. 直接使用有顏色的塑料。
2. 使用自然色的塑料混合顏料粉末染料。
3. 使用自然色的塑料混合顏料液體染料。
4. 使用自然色的塑料混有色母料。

顏色可以是不透明的，如果聚合物是透明的，會呈現半透明的顏色。重要的是，色粉（母）供應商知道如何調整比例，如有發生不可回復的嚴重錯誤，可能導致客戶索賠。

| 類別         | 常見品種                                         | 優點                                           | 缺點                                       | 適用樹脂                                     | 耐熱性            | 耐候性   | 說明                                                             | 常見例子                     |
| 有機色料     | 偶氮紅、酞菁藍、喹吖啶酮紅、蒽醌黃               | 色彩鮮豔、透明度高、著色力強                   | 耐熱、耐光性較差（視種類）、部分對酸鹼敏感 | PE、PP、PS、PMMA、PC、PA（需選耐熱型）       | 中等（150–300 ℃） | 中等至低 | 分子結構含碳，色彩鮮豔，透明度高，但耐熱、耐候性通常較差         | 偶氮染料、酞菁藍、喹吖啶酮紅 |
| 無機色料     | 二氧化鈦（白）、氧化鐵（紅/黃/黑）、鉻黃、群青藍 | 耐熱、耐光、耐候性好，不透明度高、化學穩定性佳 | 色彩較沉穩、不透明、著色力低於有機色料     | 幾乎所有熱塑性、熱固性塑膠                   | 高（>300 ℃）      | 高       | 礦物或金屬氧化物，耐熱、耐候性好，不透明度高，但色彩不如有機鮮豔 | 二氧化鈦、氧化鐵、鉻黃、群青 |
| 金屬粉末色料 | 鋁粉（銀色）、青銅粉（金色）、銅粉               | 金屬光澤效果佳、遮蓋力強                       | 易氧化變色、耐候性差、加工需防火           | PS、ABS、PP、PE、PVC（需表面處理以提高分散） | 中高（200–300 ℃） | 低至中等 | 用金屬或合金粉末著色，有金屬光澤效果                             | 鋁粉、銅粉、青銅粉           |
| 珠光色料     | 雲母鈦珠光粉、氧化鐵珠光粉                       | 珍珠光澤、透明或半透明效果，可與其他顏料混用   | 著色力弱、需要透明或半透明基材效果最佳     | PS、PMMA、PET、PP（透明級）                  | 高（>300 ℃）      | 高       | 具有珍珠光澤或彩虹色效果                                         | 雲母鈦珠光粉                 |

### 成核劑
有助於塑膠材料的白色光透過性的添加劑數量仍然有限，它們的作用在於助長晶核的數量並降低晶核的平均大小，這種稱之為成核劑（Nucleating Agents）。

## 穩定劑
稳定剂，是能夠防止或者抑制兩種以上化學藥品進行反應的化學藥品，與催化劑的功能相反。常見的穩定劑包括：抗氧化劑（可以防止不必要的氧化作用）及塑料紫外線穩定劑（可防止特別是塑材因紫外線照射產生影響）。

### 抗氧化劑
聚合體中鍵能（Bond energy）較弱部位，在熱、光或氧的作用下，容易發生斷裂，生成活潑的自由基和氫過氧化物。引起連鎖反應使分子鏈斷裂或形成鏈交聯，塑膠的強度因此降低或變脆，失去其應用價值，抗氧化劑的作用是防止或延緩塑膠因氧化而分解。
| 類別                                   | 作用機理                             | 常見品種                                | 特點                                       |
| 主抗氧化劑（Primary Antioxidants）     | 捕捉自由基，終止鏈式反應             | 受阻酚類（BHT, Irganox 1010）、芳香胺類 | 對加工與使用期都有保護作用，耐久性好       |
| 輔助抗氧化劑（Secondary Antioxidants） | 分解氫過氧化物，防止其分解產生自由基 | 磷酸酯類（Irgafos 168）、硫代酯類       | 在加工初期特別有效，與主抗氧化劑並用效果佳 |
| 加工安定劑（Processing Stabilizers）   | 抑制加工高溫瞬間的氧化分解           | 磷酸鹽、特定金屬皂                      | 短時間高溫保護，對長期老化影響較小         |
| 光安定劑（HALS、UV 吸收劑）            | 阻擋或吸收紫外線，抑制光氧化         | 苯並三唑類、受阻胺類                    | 常與主抗氧化劑配合用於戶外塑膠             |

### 抗老化添加劑
又稱爲防老劑，老化（Ageing），可定義成物質受大氣中的輻射、溫度、氧氣、水等單一或混合影響而劣化的過程。
雖然外來的機械應力等也會造成物質的退化或毀壞，但習慣上是用老化這個名詞來表示物質中的化學性質已經改變。
ROOH→RO+OH
| 波長（毫米） | 輻射能量（kJ/einstein） | 鍵型  | 鍵強度（KJ/莫耳） |
| ------------ | ----------------------- | ----- | ----------------- |
| 290          | 418                     | C－H  | 355－418          |
| 300          | 397                     | C－H  | 314－335          |
|              |                         | C－H  | 314－335          |
| 350          | 340                     | C－Cl | 293－360          |
| 400          | 297                     | C－N  | 250－272          |

註：
1. 1 einstein = 6 X 1023 光子；1KJ = 1000 焦耳
2. 其他置換會影響到鍵的強度，像在醯胺中的 C－N 鍵能使交單純的 C－N 鍵降低約 200 KJ/mole 。

### 抗紫外線劑、紫外線吸收劑（UV Protecting Agents）
大氣中的輻射包括紫外線（UV）、可見光、和紅外線（IR），其中紫外線對塑膠的損害最大。
要保護塑膠不受紫外線傷害，得添加能降低有害輻射能量的添加劑，所添加的抗紫外線添加劑必須能吸收紫外線而不至於分解或者繼續劣化。

### 硬化劑
也有人稱作固化劑、固化劑催化劑、固化劑促進劑。不同材料系統的硬化劑種類與作用原理不一樣。
硬化劑的目的是在促進或控制塑膠硬化。
| 樹脂系統            | 常用硬化劑                                   | 特性與說明                                       |
| 環氧樹脂 (Epoxy)    | 多元胺類（如 TETA、DETA）、酸酐類、改性胺    | 胺類反應快，適用常溫固化；酸酐類需加熱，耐熱性好 |
| 不飽和聚酯樹脂 (UP) | 有機過氧化物（如 MEKP、BPO）＋促進劑（鈷鹽） | MEKP 常溫固化，適用 FRP、鑄件                    |
| 聚氨酯 (PU)         | 異氰酸酯 (MDI、TDI、HDI)                     | 與多元醇反應形成交聯 PU                          |
| 酚醛樹脂 (PF)       | 六亞甲基四胺 (Hexamine)                      | 加熱釋放甲醛進行交聯固化                         |
| 矽樹脂              | 鉑催化劑、縮合型固化劑（如乙烯基硅烷）       | 用於耐高溫或電子封裝                             |

### 抗冲击剂
抗冲击剂（英語：antiimpact agent）是能改进脆性高分子材料冲击性能的助剂的统称。又称为冲性改性剂（impact modifier）、抗冲改性剂、增韧剂。
举例：
不同脆性高分子材料需用不同的抗冲击剂。
1. 聚氯乙烯常用ABS、MBS[需要消歧义]、氯化聚乙稀、EVA、丁腈橡胶、丙烯酸系树脂等。
2. 聚丙烯多用EVA、丁腈橡胶、苯乙烯-丁二烯-苯乙烯嵌段共聚物、乙丙橡胶等。
3. 聚苯乙烯常用丁腈橡胶、苯乙烯-丁二烯-苯乙烯嵌段共聚物等。
4. 近年又发现苯乙烯-丙烯腈共聚物、聚甲基丙烯酸甲酯、聚苯乙烯等刚性聚合物能很好的提高抗冲击强度。

## 其他

### 發泡劑
利用添加適量的發泡劑，將塑膠加工成內部多孔性結構，致所得成品密度低於原本。應用相當廣泛常見於保麗龍板（聚苯乙烯）、發泡塑膠的製造有兩種基本方法：物理發泡法和化學發泡法。這些方法都有一個共通點；它們把要發泡的成份導入液狀或特定黏度的塑膠。發泡體的形狀都得加入發泡劑（意指任何固、液、氣體或相互混合的物質，可以產生胞狀室結構者）。

### 防焰劑
所有聚合體在燃燒時皆會破壞其化性並產生揮發物。聚合體由於氧化和吸收輻射能皆會產生熱解（Pyrolysis），溫度升高產生揮發物，聚合體本身無法防火，因此唯一的可能是降低其著火的可能性。具備降低著火可能即火燄生長的添加劑稱之為防焰劑（Fire Retardant）或稱防火阻燃劑、滯燃劑。

### 塑化劑
塑化劑（英語：Plasticizer），或稱增塑劑、可塑劑，是一種增加材料的柔軟性或是材料液化的添加劑。

### 環境可分解塑膠添加劑
環境可分解塑膠添加劑，或稱完全可分解塑膠添加劑，(Totally Degradable Plastics Additives, TDPA)。

## 健康危害
一般法律的要求相當嚴格，同時這也是製造者在道德和良心上必須重視的問題。

### 書目
- 《塑膠物性入門：成型加工技術參考》，陳世春 譯，復漢出版社
- 《塑膠射押出加工技術培訓班-(三)塑膠添加劑》，林偉華等編著，財團法人塑膠工業技術發展中心
- 《塑膠e學苑-加工技術知識庫 (IKE) 第 2003-01 期》，財團法人塑膠工業技術發展中心，2003年8月6日
- 《塑膠添加劑手冊》，化學工業出版社，2005年3月日

## 外部連結
- （繁體中文） 財團法人塑膠工業技術發展中心